# كلارنس راي الن
كلارنس راي ألين (16 يناير 1930 - 17 يناير 2006) مجرم أمريكي وقاتل بالوكالة، أُعدم في عام 2006 عن عمر يناهز 76 عامًا بالحقنة القاتلة في سجن سان كوينتين في كاليفورنيا بتهمة قتل ثلاثة أشخاص. كان ثاني أكبر سجين في ذلك الوقت يتم إعدامه في الولايات المتحدة منذ عام 1976 بعد جون بي نيكسون الذي أعدم في ولاية ميسيسيبي في ديسمبر 2005 في سن ال 77.
كان ألين يقضي بالفعل حكما بالسجن مدى الحياة لارتكابه جريمة قتل واحدة عندما أدين بتنظيم قتل ثلاثة أشخاص آخرين من السجن، بما في ذلك شاهد شهد ضده.
أعلن محاموه أنه "لا يشكل أي خطر على الإطلاق في هذه المرحلة، على الرغم من عجزه. ولا يوجد غرض مشروع للدولة من إعدامه. سيكون ذلك بمثابة عقوبة مجانية". وزعموا أن إعدامه سيشكل عقوبة قاسية وغير عادية وطلبوا العفو عنه من حاكم كاليفورنيا أرنولد شوارزنيجر وهو ما رفضه. اعتبارًا من عام 2024، يظل ألين أحدث شخص يتم إعدامه في كاليفورنيا.

## روابط خارجية
- The People v. Clarence Ray Allen (42 C3d 1222) – California Supreme Court (Dec. 31, 1986)
- Clarence Allen at The Malefactor's Register
- Clarence Ray Allen at the مقاطعة كلارك Prosecutor's Office